# Sint-Petruskerk (Aurich-Oldendorf)
De Sint-Petruskerk (Duits: St.-Petri-Kirche) is een luthers kerkgebouw in het Oost-Friese dorp Aurich-Oldendorf (gemeente Großefehn).

## Geschiedenis
De zaalkerk werd waarschijnlijk tussen 1270 tot 1280 gebouwd en was oorspronkelijk aan de heiligen Petrus of Jacobus gewijd. De rondboogvensters aan de lengtezijden van het kerkschip waren vroeger hoger en van spitsbogen voorzien. De Petruskerk heeft een ingesnoerd, rechthoekig koor met drie kleine rondbogige vensters. De in het noordwesten vrijstaande toren met piramidedak van het gesloten type stamt eveneens uit de 13e eeuw. Van de gewelven in het kerkschip bleef slechts het koorgewelf bewaard.
In het jaar 1755 stortte de westelijke muur van de kerk in. Voor de herbouw van de kerk stond Frederik de Grote nog hetzelfde jaar een geldinzamelingsactie toe in heel Pruisen. Bij de herbouw werd de ingang van de kerk naar de westelijke muur verplaatst. De portalen in het noorden en zuiden werden dichtgemetseld.

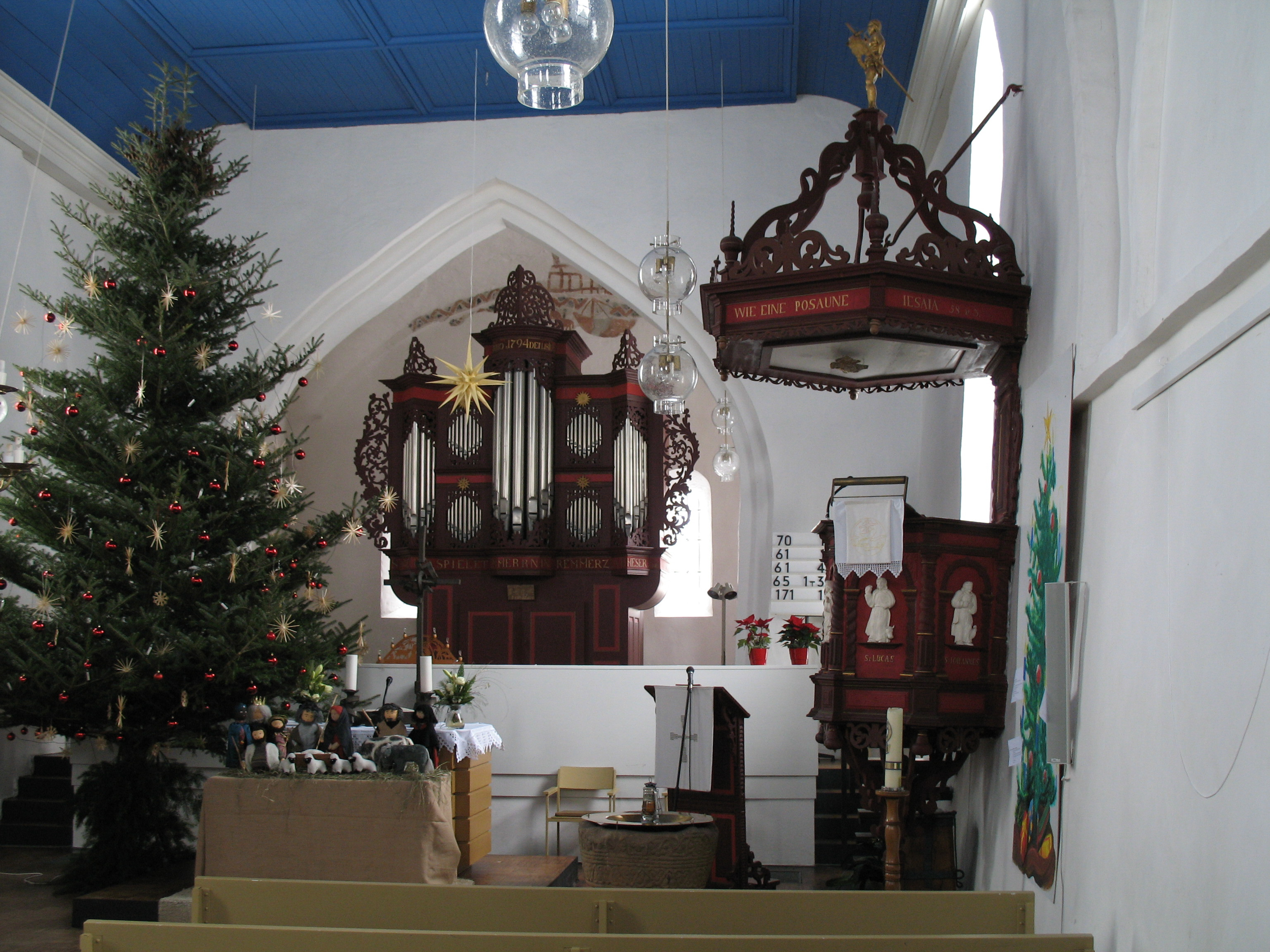
Interieur

## Interieur
Het interieur heeft tegenwoordig een vlakke zoldering. Aan de oostelijke muur van het rechthoekige koor zijn resten van muurbeschilderingen uit de 2e helft van de 13e eeuw bewaard gebleven. Het toont twee ruiters en een schip. Het is het enig nog bewaarde middeleeuwse fresco van een schip in een Nedersaksische kerk. Een klein Bentheimer doopvont uit de 13e eeuw is ernstig beschadigd, waarschijnlijk omdat het enige tijd als drinkbak voor vee heeft gediend.
Tegen het einde van de 18e eeuw kocht de kerk het 17e-eeuwse orgel van de hervormde kerk uit Bunde aan. Vanaf Weener werd het orgel per turfschip naar de kerk vervoerd.
Na de bouw van een orgelgalerij in 1792, kon het orgel in 1794 worden geïnstalleerd. Van het oude orgel bleef alleen de orgelkas uit 1691 bewaard. Het huidige instrument van Jehmlich Orgelbau Dresden GmbH dateert uit 1973.
De kansel met op de kuip de witte figuren van Christus en de vier evangelisten werd in 1698 gemaakt. De lesenaar dateert uit 1697.